# Liste des conflits du Hezbollah
Voici la liste des conflits du Hezbollah classé chronologiquement de sa création officiel le 16 Février 1985, présidé par Abbas al-Moussaoui jusqu'à aujourd'hui, présidé par Hassan Nasrallah.
Voici une légende facilitant la lecture de l'issue des conflits ci-dessous :
- Victoire du Hezbollah
- Défaite du Hezbollah
- Autre résultat (par exemple un traité ou une paix sans un résultat clair, un Statu quo ante bellum, un résultat inconnu ou indécis)
- Conflit en cours

## Guerres depuis 1985
| Début           | Fin             | Nom du conflit                    | Belligérants                                               | Belligérants              | Lieu                                     | Résultat               |
| Début           | Fin             | Nom du conflit                    | Hezbollah & Allié(s)                                       | Ennemi(s)                 | Lieu                                     | Résultat               |
| --------------- | --------------- | --------------------------------- | ---------------------------------------------------------- | ------------------------- | ---------------------------------------- | ---------------------- |
| 16 février 1985 | 25 mai 2000     | Conflit au Sud-Liban              | Hezbollah Mouvement Amal Jammoul FPLP                      | Israël Armée du Liban sud | Liban                                    | Victoire [Détails (Ⅰ)] |
| 7 octobre 2000  | 12 juillet 2006 | Conflit des fermes de Chebaa      | Hezbollah Syrie                                            | Israël                    | Fermes de Chebaa                         | Indécis [Détails (Ⅱ)]  |
| 12 juillet 2006 | 14 août 2006    | Guerre du Liban de 2006           | Hezbollah Mouvement Amal FPLP Liban Iran Corée du Nord     | Israël                    | Liban & Nord d'Israël                    | Indécis [Détails (Ⅲ)]  |
| 8 octobre 2023  | En cours        | Affrontements frontaliers de 2023 | Hezbollah Mouvement Amal Jihad islamique palestinien Hamas | Israël États-Unis         | Liban - Nord d'Israël & Fermes de Chebaa | Conflit en cours       |